# Luquan
Luquan (chiń. 鹿泉; pinyin: Lùquán) – dzielnica prefektury miejskiej Shijiazhuang we wschodnich Chinach, w prowincji Hebei. W 1999 roku liczba mieszkańców wynosiła 357 969.
Do 9 września 2014 roku odrębne miasto.